# Joël Farges
Pour les articles homonymes, voir Farges.
Joël Farges (né le 19 mars 1948 à Angers) est un producteur de cinéma et réalisateur français.

## Biographie
Proche de Roland Barthes et de Marguerite Duras, Joël Farges participe en 1973 à la fondation de la revue Ça/Cinéma. Il anime cette revue durant plusieurs années avec François Barat. Plusieurs cinéastes et théoriciens du cinéma y participent, dont Marguerite Duras,  Jean-Luc Godard, Michelangelo Antonioni, Federico Fellini et Christian Metz.
Farges réalise plusieurs courts-métrages sur la peinture contemporaine et l'archéologie du cinéma. Il enseigne le cinéma à l'université Sorbonne Nouvelle, et réalise plusieurs films. Il fonde en 1992 la société de production Artcam International, qui se distingue au cours des années 1990 en produisant des films de cinéastes d'Europe centrale et d'Asie. Grand voyageur, Farges sillonne l'Asie et devient amoureux de l'Inde où il réalise trois films.
Il rejoint la société Kolam Productions, créée et dirigée par Olga Prud'homme. Kolam a produit une trentaine de documentaires et une collection : « Cinémas mythiques » (8 titres produits, 4 en pré-production et 7 pays diffuseurs). Farges réalise plusieurs documentaires qui traitent essentiellement de la question cinéma.
Il est membre de la Société civile des auteurs, réalisateurs et producteurs (ARP).

## Filmographie (longs métrages)
- 1978 : La Semaine sanglante distribué avec le film de Vincent Nordon (Babeuf) et François Barat (Premier Empire) sous le titre Guerres civiles en France.
- 1979 : Aimée avec Aurore Clément, Jean Sorel et Bruno Cremer.
- 1983 : Pondichéry, juste avant l'oubli (prix Jean-Vigo Prix URTI)
- 1993 : Amok d'après l'œuvre de Stefan Zweig, avec Fanny Ardant, Andrzej Seweryn, Bernard Le Coq.
- 2006 : Serko d'après le livre de Jean-Louis Gouraud, avec Jacques Gamblin et Alexeï Tchadov.
- 2009 : Esclaves des mers (TV) avec Anthony Buencamino, Argie Fernandez, Philippe Dormoy,
- 2011 : Alexandra David-Néel - J'irai au pays des neiges d'après la correspondance d'Alexandra David-Néel à son mari, avec Dominique Blanc, Nicolas Brioudes, Lobsang Dhondup, Durgesh Kumar, Sunynanda Panda et Hervé Dubourjal (TV).

## Filmographie (documentaires)
- 2023 : Alain Daniélou, l’esprit libre (77), ISAN 0000-0006-EA8A-0000-F-0000-0000-T
- 2019 : Jiri Trnka, l'ami retrouvé  Prix du jury Cinéma ritrovato Bologne – Nomination aux Lions Tchèques.
- 2018 : Le Champo du Quartier latin (Collection Cinémas Mythiques)
- 2017 : Le Campo Amor de La Havane Étoile de la Scam (Collection Cinémas Mythiques).
- 2016 : Le Lucerna de Prague (Collection Cinémas Mythiques).
- 2016 : Le Cinéma du bout du monde d'après Luis Sépulveda (Collection Cinémas Mythiques)
- 2007 : La Route du crin (26’)
- 2007 : Giuseppe Castiglione, Peintre chinois, Jésuite italien (52’)
- 2006 : Naissance et renaissance des écuries royales de Versailles (52’)
- 2005 : Les plus belles écuries du monde  (3 épisodes)
- 1998 : Pali, Mali et leurs amis (série de 4 épisodes pour la jeunesse. Coproduction avec le Canada – Paul Cadieux.inc).
- 1982 : Ateliers d'Artistes (portraits croisés de Pierre Alechinsky, Jean Messagier et Jean Clerté).
- 1982 : Une Préhistoire du cinéma  Une collection de six titres. Diffusion: FR3 - et 27 pays différents. Sélection officielle  du Festival de Cannes et nominations aux Césars.
- 1981 : L'Alphabet des passions
- 1980 : Émile Reynaud
- 1979 : La Petite Enfance du cinéma
- 1978 : Étienne-Jules Marey
- 1977 : Georges Demenÿ
- 1976 : Albert Londe

## Producteur
- 2022 : L'Eden de la Ciotat d'Alain Bergala
- 2007 : Chouga de Darezhan Omirbaev. (Kazakhstan)
- 2004 : Twist avec le destin de Sudhir Mishra. (Inde)
- 2002 : L'Ange de l'épaule droite de Djamshed Usmonov. (Tadjikistan)
- 2002 : Le Serviteur de Kali de Adoor Gopalakrishnan. (Inde)
- 2002 : Le Chignon d'Olga de Jérôme Bonnell. (France)
- 2001 : La Route de Darejan Omirbaev. (Kazakhstan)
- 2001 : Les Mondes parallèles de Petr Vaclav. (République tchèque)
- 2000 : Platform (Zhan Tai) de Jia Zhangke. (Chine)
- 1999 : Simon le mage d'Ildikó Enyedi. (Hongrie)
- 1998 : Tueur à gages de Darejan Omirbaev. (Kazakhstan)
- 1996 : Marian de Petr Vaclav. (République tchèque)
- 1995 : Le Jardin de Martin Šulík. (Slovaquie)